# George Holland Sabine
George Holland Sabine, noto come Sabine (Dayton, 9 dicembre 1880 – Washington, 18 gennaio 1961), è stato un docente e politologo statunitense, professore di filosofia, decano della Graduate School e vice presidente della Cornell University.
È noto per la sua autorevole opera A History of Political Theory ("Storia delle dottrine politiche"), che ripercorre l'evoluzione del pensiero politico da Platone al moderno fascismo e al nazismo. George Sabine è stato anche falegname, fabbro, cuoco, giardiniere e collezionista di litografie e incisioni.

## Biografia
È nato a Dayton, in Ohio, da Lorenzo D. Sabine e Eva Josephine Tucker.
Sabine entrò alla Cornell University nel 1899, ricevette la sua A.B. nel 1903 e il Ph.D. nel 1906. Insegnò alla Stanford University dal 1907 al 1914. Nello stesso anno fu nominato professore di filosofia all'Università del Missouri . Continuò ad insegnare lì fino al 1923 quando iniziò alla Ohio State University. Nel 1931, tornò a Cornell, dove Henry W. Sage gli aveva conferito la cattedra di Susan Linn Sage. Oltre che professore, Sabine è stato anche Preside della Scuola di Specializzazione dal 1940 al 1944, e  Vicepresidente di Cornell dal 1943 al 1946. Era affiliato alla Cornell Branch della Telluride Association. Morì a Washington, DC.

## Opere
- "A History of Political Theory" - first published on April 10, 1937
- "What is Political Theory?", The Journal of Politics, Feb. 1939
- "Radical Empiricism as a Logical Method", The Philosophical Review, Nov. 1905
- "Professor Bosanquet's Logic and the Concrete Universal", Philosophical Review, Sept. 1912
- "The Concept of the State as Power",Philosophical Review, July 1920
- "Hume's Contribution to the Historical Method", Philosophical Review, Jan. 1906
- "Bosanquet's Theory of the Real Will", Philosophical Review, Nov. 1923
- "Descriptive and Normative Sciences", Philosophical Review, July 1912
- "Philosophical and Scientific Specialization", Philosophical Review, Jan. 1917
- "The Concreteness of Thought", Philosophical Review, Mar. 1907
- "The Pragmatic Approach to Political Science", American Political Science Review, Nov. 1930
- "Political Science and the Juristic Point of View", American Political Science Review, Aug. 1928
- "The Material of Thought", Philosophical Review, May 1907
- "Henry Adams and the Writing of History", University of California Chronicle, Jan. 1924